# Remixploitation
Remixploitation è il primo album di remix del chitarrista John 5 (Marilyn Manson/Rob Zombie), pubblicato il 14 febbraio 2009.

## Tracce
1. Dorsia - 4:02
2. Monsters and Gods	- 4:10
3. Say Goodnight to Your Soul [Explicit] - 3:37
4. Sin - 3:27
5. Eat It Up [Explicit] - 4:06
6. Unbelievers - 3:55
7. Shoot the Dog [Explicit] - 3:03
8. 2 Bullets	- 3:19
9. Plastic [Explicit] - 3:37
10. How Do You Like It [Explicit] - 4:36